# Disques TOX
 (mars 2022).
Si vous disposez d'ouvrages ou d'articles de référence ou si vous connaissez des sites web de qualité traitant du thème abordé ici, merci de compléter l'article en donnant les références utiles à sa vérifiabilité et en les liant à la section « Notes et références ».
Disques TOX est un label de musique québécois. Il a été créé en 1988 à Montréal par les frères Pierre et Michel Gendron.
Anciennement appelé Les Disques Gendron & Frères ltée, le label gère entre autres des artistes tels que Mitsou, Les B.B., La Gamic, Marie-Chantal Toupin.